# كاسبر (مغن راب)
كاسبر (بالألمانية: Casper)‏ هو مغن راب ألماني، ولد في 25 سبتمبر 1982 في Extertal ‏ في ألمانيا.

## وصلات خارجية
- الموقع الرسمي
- كاسبر على موقع IMDb (الإنجليزية)
- كاسبر على موقع ميوزك برينز (الإنجليزية)
- كاسبر على موقع أول ميوزيك (الإنجليزية)
- كاسبر على موقع ديسكوغز (الإنجليزية)
- كاسبر على موقع ديسكوغز (الإنجليزية)